# Václav Machek (jazykovědec)
Václav Machek (8. listopadu 1894 Brodek u Úhlejova poblíž Miletína – 26. května 1965 Brno) byl český jazykovědec a etymolog.

## Život
Narodil se v domku čp. 5, který byl později zbořen a na tomto místě byl vztyčen pamětní kámen na Machkovu památku. Kámen stojí v zahradě, několik kroků od silnice.
Vychodil gymnázium ve Dvoře Králové nad Labem,
následně v letech 1914-21 studoval češtinu a latinu na Filozofické fakultě pražské univerzity. K jeho učitelům patřili mimo jiné František Pastrnek, Emil Smetánka, Josef Zubatý a Oldřich Hujer. Během studií se zabýval etymologií a studiem baltických jazyků (pruština, lotyština, litevština, galindština…). Dva roky studoval v Paříži (u jazykovědců Antoina Meilleta a Josepha Vendryese), po návratu učil na různých gymnáziích (např. v Pardubicích, Trnavě, Novém Mestě nad Váhom, Tišnově či Brně). Později (1929-31) působil v Kanceláři Slovníku jazyka českého.
V roce 1931 se svou knihou Studie o tvoření výrazů expresivních, vydanou v Praze o rok dříve, habilitoval pro obor srovnávací indoevropský jazykozpyt na brněnské univerzitě. Roku 1936 byl na téže vysoké škole jmenován mimořádným a roku 1945 řádným profesorem na katedře slavistiky a srovnávací jazykovědy. Titul doktora věd (DrSc.) mu byl pak udělen v roce 1956.
Zabýval se srovnávací indoevropskou jazykovědou, srovnávací slovanskou jazykovědou, mytologií, baltistikou, a etymologií. Byl členem ČSAV a nositelem Řádu práce.

## Dílo
Mezi dnes nejznámější díla patří Česká a slovenská jména rostlin (1954) a Etymologický slovník jazyka českého (1968). Stal se nejvýznamnějším představitelem tzv. školy "slov a věcí" a ve svém díle pojednal o tematicky vymezených skupinách slov (jména rostlin, hub, ryb, jídel, barev, svatební terminologie atd.). Některé práce publikoval také francouzsky. Mezi další práce patří Studie o tvoření výrazů expresivních (1930) či Etymologický slovník jazyka českého a slovenského (1957, předcházel vydání výše zmíněného).
Nejnověji byly péčí brněnských bohemistů a pražského Nakladatelství Lidové noviny - vedle již čtvrtého, nezměněného vydání Etymologického slovníku jazyka českého (2010) - vydány všechny Machkovy drobnější studie v objemné dvousvazkové edici Sebrané spisy Václava Machka (2012), obsahující i stručný životopis, nekrology, přepis jedné z přednášek, soupis předmětů vyučovaných na brněnské univerzitě a bibliografii, jakož i jeho jazykovědně hlediska relevantní dopisy ve svazcích Korespondence I a II (2012).